# Nosorozi
Nosorozi (Rhinocerotidae) su porodica neparnoprstaša (Perissodactyla) u kojoj je pet vrsta. Žive u Africi i Aziji.

## Osobine
Značajno obilježje nosoroga su rogovi koje imaju na nosu. Ovisno o vrsti, imaju jedan ili dva roga, ali su nađeni i neki fosilni nosorozi koji nisu imali rog. Prednji rog raste iz nosne kosti, dok se stražnji (ako postoji) nadovezuje na prednji dio lubanje. Iako je vrlo čvrst, ovaj rog nije od koštane tvari, nego je od aglutiniranog keratina, jedne vrste proteina koji se nalazi i u dlakama. U nekim istočnoazijskim kulturama postoji uvjerenje, da smrvljeni rog nosoroga ima ljekovita svojstva, što je razlog za ubijanje nosoroga i uzimanje njihovih rogova. Do sada najveći poznati rog bio je dug 1,58 m.
Nosorozi imaju masivno tijelo i kratke, debele noge. Svaka noga ima tri prsta koji svaki završava širokim kopitom. Koža mu je debela i siva ili smeđa. Kod azijskih vrsta koža na početku vrata i nogu je jako naborana, tako da životinja izgleda kao da je oklopljena. Nosorozi imaju vrlo loš vid, no taj nedostatak nadoknađuju izvrsnim njuhom i jako dobrim sluhom. Mužjaci nemaju mošnje a testisi su im smješteni unutar tijela. 

## Način života
Nosorozi su samotnjaci, ali ih se povremeno u savanama može sresti i u manjim krdima. Ako se neka ženka tjera, može doći do borbe između mužjaka. Pobjednik se vrlo upadljivo udvara ženki: u to ponašanje spada obilježavanje teritorije urinom i izmetom, a nakon toga "love" jedno drugo, da bi se na kraju parili. Razdoblje skotnosti traje 15 do 18 mjeseci, nakon čega se rađa mladunče koje s majkom ostaje do dvije i pol godine. Ako u tom razdoblju na svijet dođe još jedan mladunac, majka će starijeg bar privremeno potjerati od sebe na neko vrijeme.
Nosorozi danju spavaju, a aktivni su u sumrak i noću. Vrlo su plahi i izbjegavaju blizinu ljudi. No ako se osjećaju ugroženi, napadaju. Iako njihovi napadi nisu precizni, zbog njihove snage i opasnih rogova može doći do teških ozljeda. Nosorog u punom trku može doseći brzinu od 45 km/h.
Nosoroge često prate ptice iz porodice Buphagus (red Passeriformes) ili Ardeidae (red Ciconiiformes) sjedeći na njihovoj koži i čisteći ju od parazita. U rijetkim slučajevima mladi nosorog može stradati od velikih mačaka, dok odrasli osim čovjeka nemaju drugih neprijatelja.

## Sistematizacija
Danas živi još pet vrsta nosoroga, koje se razvrstava u tri grupe. Jako ugroženi sumatranski nosorog (Dicerorhinus sumatrensis) je preživjela vrsta grupe široko rasprostranjene sjevernom hemisferom u pleistocenu. Dvije sljedeće vrste, ugroženi Veliki indijski nosorog(Rhinoceros unicornis) i jako ugroženi javanski nosorog (Rhinoceros sondaicus) su se kao vrste razdvojile prije oko 10 milijuna godina. Dvije afričke vrste, bijeli nosorog (Ceratotherium simum) i crni nosorog (Diceros bicornis) razdvojile su se prije oko 7 milijuna godina. Te se dvije vrste razlikuju uz ostalo načinom ishrane. Bijeli nosorog pase travu, dok se crni nosorog hrani lišćem. On svojom isturenom gornjom usnom privlači grančice ustima i tako trga listove. 

### Kladogram porijekla nosoroga
Rhinocerotoidea
```
  ├-- Amynodontidae (†)
  └-- Rhinocerotida
        ├-- Hyracodontidae (divovski nosorozi †)
        └-- Rhinocerotidae
              ├-- Elasmotheriinae (†)
              └-- Rhinocerotinae
                    ├-- Aceratheriini (nosorozi bez rogova †)
                    └-- N.N.
                          ├-- N.N.
                          |     ├-- Dicerorhinini (sumatranski nosorog)
                          |     └-- Rhinocerotini ("oklopljeni nosorog", javanski nosorog)
                          └-- Dicerotini (bijeli nosorog, crni nosorog)
```

### Pregledrecentnih vrsta
- Dicerotini
  - crni nosorog (Diceros bicornis)
  - bijeli nosorog (Ceratotherium simum)
- Rhinoceritini
  - javanski nosorog (Rhinoceros sondaicus)
  - veliki indijski nosorog (Rhinoceros unicornis)
- Dicerorhinini
  - sumatranski nosorog (Dicerorhinus sumatrensis)

## Ugroženost i zaštita
U Aziji postoji velika potražnja za rogovima nosoroga. Koristi ih se za umjetničke rezbarije, ali i u tradicionalnoj kineskoj medicini. To tržište nosorogovim rogovima jako ugrožava opstanak nosoroga. U novije vrijeme ipak se opaža lagani oporavak pojedinih populacija nosoroga. Prema podacima iz 1998. godine, u Africi ponovo živi više od 11.000 nosoroga, od čega 8.900 u južnoj Africi najvećim dijelom u ograđenim i čuvanim rezervatima. Napori Indije i Nepala da zaštite svoje populacije nosoroga dali su rezultate, tako da je broj "oklopljenih nosoroga" prema podacima iz 1997. narastao na 2.100 jedinki. Suprotno tome, broj sumatranskih nosoroga je s 900 jedinki s početka 80-tih pao na oko 350. Uzrok je, smatra se, nedovoljna financijska podrška vlada Indonezije i Malezije njihovoj zaštiti.
Nosorozima ozbiljno prijeti izumiranje i malo koji ih zoološki vrt ima. Tako u svim hrvatskim zoološkim vrtovima nije moguće vidjeti te glomazne, ali brze životinje.

## Zanimljivosti
Najdulji nosorogov rog ikada viđen u Keniji imao je 143 cm.